# U19-es labdarúgó-Európa-bajnokság
Az U19-es labdarúgó-Európa-bajnokság egy minden évben megrendezendő labdarúgó-versenysorozat, amit az Európai Labdarúgó-szövetség (UEFA) szervez a 19 éven aluli labdarúgók számára.

## Történelmi áttekintés
Az ifjúsági labdarúgó válogatottak foglalkoztatásának kérdése főleg a második világháború után igen sokszor felmerült a nemzetközi labdarúgás életében. Egyes országok ifjúsági válogatottjai ugyan ez előtt is többször szembekerültek egymással, tornaszerűen vagy valamilyen díjért azonban 1948-ig nem mérkőztek.
Angol kezdeményezésre valósult meg a Nemzetközi Labdarúgó-szövetség (FIFA) ifjúsági nemzetközi tornája, az U18-as labdarúgó-Európa-bajnokság, amelyet 1948-ban elsőnek Anglia bonyolított le. Mint minden kezdeményezés, ez sem járt mindjárt teljes sikerrel, már ami a résztvevők számát illeti. Sportbeli értéke ellenben igen nagy volt, amit bizonyít, hogy továbbmenően évről évre egyre több ország kapcsolódott be a tornába, és mind több gondot fordított az előkészületekre -, mind a jó szereplés előfeltételére. A kezdeti kiírás végső győztesig szólt, 1955-ben azonban módosították azzal, hogy ne a késhegyig menő vetélkedés legyen a célja a fiatalok találkozójának, hanem egymás megismerése, a baráti kapcsolatok megteremtése stb. Két évig ilyen kiírásban került sor a tornára, azonban bebizonyosodott, hogy minden küzdelem igazi értékét az adja meg, ha a befejezéskor van győztes, vannak helyezettek, és mindenki felkészülése, tudása alapján osztályzott. 1957-ben a spanyolországi tornán már ismét volt végső győztes.
1956-tól már az Európai Labdarúgó-szövetség (UEFA) intézi ennek a tornának ügyeit, a kiírástól a lebonyolításig. Az U18-as labdarúgó-Európa-bajnokság az U19-es labdarúgó-Európa-bajnokság elődje. Az U19-es labdarúgó-Európa-bajnokság évente megrendezésre kerülő labdarúgó bajnokság, melyet az Európai Labdarúgó-szövetség (UEFA) rendez 1956 óta 19 évesnél fiatalabb labdarúgók számára. A jelenlegi hivatalos elnevezés 2002 óta használatos. 1984 és 1992 között csupán minden második évben rendezték meg a tornát.
A torna menete jelenleg két szakaszban történik, hasonlóan a többi UEFA-bajnoksághoz. A selejtezőkön minden UEFA-tag részt vehet, hogy bejusson a nyolc csapatot számláló döntőbe.
Magyarország 1953-ban kapcsolódott először s küzdelmekbe, mégpedig sikeresen. A magyar ifjúsági válogatott kivívta a győzelmet, mégpedig úgy, hogy egyetlen gólt sem kapott a torna folyamán.

## Eddigi eredmények

### 1948-as U18-as labdarúgó-Európa-bajnokság
Angliában rendezték a tornán döntő mérkőzéseit. A selejtező találkozók után Anglia–Hollandia (3:2) döntővel alakult ki a végső sorrend. A tornán elért eredmények alapján a további sorrend: Belgium, Olaszország, Írország, Észak-Írország.

### 1949-es U18-as labdarúgó-Európa-bajnokság
Hollandia rendezhette meg tornát, ahol a döntő eredménye: Franciaország–Hollandia (4:1). A további sorrend: Belgium, Észak-Írország, Skócia, Anglia.

### 1950-es U18-as labdarúgó-Európa-bajnokság
Ausztria vállalkozott a torna megrendezésére. A döntő eredménye: Ausztria–Franciaország (3:2). A további sorrend: Hollandia, Luxemburg, Anglia, Svájc.

### 1951-es U18-as labdarúgó-Európa-bajnokság
Franciaország tett eleget a FIFA felkérésnek a torna házigazdájaként. A döntő eredménye: Jugoszlávia–Ausztria (3:2). A további sorrend: Észak-Írország, Belgium, Anglia, Hollandia.

### 1953-as U18-as labdarúgó-Európa-bajnokság
Belgium jelentkezett a torna megrendezésére. Brüsszelben 1953. március 27-én rendezett tornán a döntő eredménye: Magyarország–Jugoszlávia (2:0). A további sorrend: Ausztria, Anglia, Svájc, Franciaország.
A magyar csapat mérkőzései:
Magyarország - Svájc: 4-0,
Magyarország - Írország: 4-0,
Magyarország - Törökország: 2-0,
Magyarország - Jugoszlávia: 2-0
A torna gólkirálya Karácsonyi György, 7 góllal.
A győztes magyar csapat összetétele: Balogh István, Rajna Károly, Környei András, Irtási Ferenc, Szabó László, Monok Ferenc, Bukovi Gábor, Nagy Imre, Tichy Lajos, Karácsonyi György, Hajdú László, Várhidi (kapus), Nagymáté István, Domonkos Ferenc, Pál Tibor, Szimcsák László.

## Győztesek

### 1948–1980
- 1948:  Anglia
- 1949:  Franciaország
- 1950:  Ausztria
- 1951:  Jugoszlávia
- 1952:  Spanyolország
- 1953:  Magyarország
- 1954:  Spanyolország
- 1955: 5 csoport
- 1956: 4 csoport
- 1957:  Ausztria
- 1958:  Olaszország
- 1959:  Bulgária
- 1960:  Magyarország
- 1961:  Portugália
- 1962:  Románia
- 1963:  Anglia
- 1964:  Anglia
- 1965:  NDK
- 1966:  Szovjetunió
- 1967:  Szovjetunió
- 1968:  Csehszlovákia
- 1969:  Bulgária
- 1970:  NDK
- 1971:  Anglia
- 1972:  Anglia
- 1973:  Anglia
- 1974:  Bulgária
- 1975:  Anglia
- 1976:  Szovjetunió
- 1977:  Belgium
- 1978:  Szovjetunió
- 1979:  Jugoszlávia
- 1980:  Anglia

### 1981-2001
| Év             | Rendező       | Döntő         | Döntő                         | Döntő         |
| Év             | Rendező       | Győztes       | Eredmény                      | Második       |
| -------------- | ------------- | ------------- | ----------------------------- | ------------- |
| 1981 részletek | Németország   | Németország   | 1 – 0                         | Lengyelország |
| 1982 részletek | Finnország    | Skócia        | 3 – 1                         | Csehország    |
| 1983 részletek | Anglia        | Franciaország | 1 – 0                         | Csehország    |
| 1984 részletek | Szovjetunió   | Magyarország  | 0 – 0 (3 – 2) büntetőkkel     | Szovjetunió   |
| 1986 részletek | Jugoszlávia   | NDK           | 3 – 1                         | Olaszország   |
| 1988 részletek | Csehszlovákia | Szovjetunió   | 3 – 1 hosszabbításban         | Portugália    |
| 1990 részletek | Magyarország  | Szovjetunió   | 0 – 0 (4 – 2) büntetőkkel     | Portugália    |
| 1992 részletek | Németország   | Törökország   | 2 – 1 hirtelen halállal       | Portugália    |
| 1993 részletek | Anglia        | Anglia        | 1 – 0                         | Törökország   |
| 1994 részletek | Spanyolország | Portugália    | 1 – 1 (4 – 1) tizenegyesekkel | Németország   |
| 1995 részletek | Görögország   | Spanyolország | 4 – 1                         | Olaszország   |
| 1996 részletek | Franciaország | Franciaország | 1 – 0                         | Spanyolország |
| 1997 részletek | Izland        | Franciaország | 1 – 0 hirtelen halállal       | Portugália    |
| 1998 részletek | Ciprus        | Írország      | 1 – 1 (4 – 3) büntetőkkel     | Németország   |
| 1999 részletek | Svédország    | Portugália    | 1 – 0                         | Olaszország   |
| 2000 részletek | Németország   | Franciaország | 1 – 0                         | Ukrajna       |
| 2001 részletek | Finnország    | Lengyelország | 3 – 1                         | Csehország    |

### U19-es labdarúgó-Európa-bajnokság (2002 óta)
| Év             | Házigazda      | Döntő                            | Döntő                            | Döntő                            | Vesztes elődöntősök (vagy bronzmérkőzés) | Vesztes elődöntősök (vagy bronzmérkőzés) | Vesztes elődöntősök (vagy bronzmérkőzés) |
| Év             | Házigazda      | Győztes                          | Eredmény                         | Ezüstérmes                       | Bronzérmes                               | Eredmény                                 | Negyedik helyezett                       |
| -------------- | -------------- | -------------------------------- | -------------------------------- | -------------------------------- | ---------------------------------------- | ---------------------------------------- | ---------------------------------------- |
| 2002 részletek | Norvégia       | Spanyolország                    | 1–0                              | Németország                      | Szlovákia                                | 2–1                                      | Írország                                 |
| 2003 részletek | Liechtenstein  | Olaszország                      | 2–0                              | Portugália                       | Ausztria és Csehország                   | Ausztria és Csehország                   | Ausztria és Csehország                   |
| 2004 részletek | Svájc          | Spanyolország                    | 1–0                              | Törökország                      | Ukrajna és Svájc                         | Ukrajna és Svájc                         | Ukrajna és Svájc                         |
| 2005 részletek | Észak-Írország | Franciaország                    | 3–1                              | Anglia                           | Szerbia és Olaszország                   | Szerbia és Olaszország                   | Szerbia és Olaszország                   |
| 2006 részletek | Lengyelország  | Spanyolország                    | 2–1                              | Skócia                           | Ausztria és Csehország                   | Ausztria és Csehország                   | Ausztria és Csehország                   |
| 2007 részletek | Ausztria       | Spanyolország                    | 1–0                              | Görögország                      | Franciaország és Németország             | Franciaország és Németország             | Franciaország és Németország             |
| 2008 részletek | Csehország     | Németország                      | 3–1                              | Olaszország                      | Magyarország és Csehország               | Magyarország és Csehország               | Magyarország és Csehország               |
| 2009 részletek | Ukrajna        | Ukrajna                          | 2–0                              | Anglia                           | Szerbia és Franciaország                 | Szerbia és Franciaország                 | Szerbia és Franciaország                 |
| 2010 részletek | Franciaország  | Franciaország                    | 2–1                              | Spanyolország                    | Anglia és Horvátország                   | Anglia és Horvátország                   | Anglia és Horvátország                   |
| 2011 részletek | Románia        | Spanyolország                    | 3–2 hosszabbítás után            | Csehország                       | Szerbia és Írország                      | Szerbia és Írország                      | Szerbia és Írország                      |
| 2012 részletek | Észtország     | Spanyolország                    | 1–0                              | Görögország                      | Franciaország és Anglia                  | Franciaország és Anglia                  | Franciaország és Anglia                  |
| 2013 részletek | Litvánia       | Szerbia                          | 1–0                              | Franciaország                    | Portugália és Spanyolország              | Portugália és Spanyolország              | Portugália és Spanyolország              |
| 2014 részletek | Magyarország   | Németország                      | 1–0                              | Portugália                       | Szerbia és Ausztria                      | Szerbia és Ausztria                      | Szerbia és Ausztria                      |
| 2015 részletek | Görögország    | Spanyolország                    | 2–0                              | Oroszország                      | Görögország és Franciaország             | Görögország és Franciaország             | Görögország és Franciaország             |
| 2016 részletek | Németország    | Franciaország                    | 4–0                              | Olaszország                      | Anglia és Portugália                     | Anglia és Portugália                     | Anglia és Portugália                     |
| 2017 részletek | Grúzia         | Anglia                           | 2–1                              | Portugália                       | Csehország és Hollandia                  | Csehország és Hollandia                  | Csehország és Hollandia                  |
| 2018 részletek | Finnország     | Portugália                       | 4–3 hosszabbítás után            | Olaszország                      | Franciaország és Ukrajna                 | Franciaország és Ukrajna                 | Franciaország és Ukrajna                 |
| 2019 részletek | Örményország   | Spanyolország                    | 2–0                              | Portugália                       | Franciaország és Írország                | Franciaország és Írország                | Franciaország és Írország                |
| 2020 részletek | Észak-Írország | Törölve a Covid19-pandémia miatt | Törölve a Covid19-pandémia miatt | Törölve a Covid19-pandémia miatt | Törölve a Covid19-pandémia miatt         | Törölve a Covid19-pandémia miatt         | Törölve a Covid19-pandémia miatt         |
| 2021 részletek | Románia        | Törölve a Covid19-pandémia miatt | Törölve a Covid19-pandémia miatt | Törölve a Covid19-pandémia miatt | Törölve a Covid19-pandémia miatt         | Törölve a Covid19-pandémia miatt         | Törölve a Covid19-pandémia miatt         |
| 2022 részletek | Szlovákia      | Anglia                           | 3–1                              | Izrael                           | Franciaország és Olaszország             | Franciaország és Olaszország             | Franciaország és Olaszország             |
| 2023 részletek | Málta          | Olaszország                      | 1–0                              | Portugália                       | Norvégia és Spanyolország                | Norvégia és Spanyolország                | Norvégia és Spanyolország                |
| 2024 részletek | Észak-Írország | Spanyolország                    | 2–0                              | Franciaország                    | Olaszország és Ukrajna                   | Olaszország és Ukrajna                   | Olaszország és Ukrajna                   |
| 2025 részletek | Románia        | Hollandia                        | 1–0                              | Spanyolország                    | Németország és Románia                   | Németország és Románia                   | Németország és Románia                   |
| 2026 részletek | Wales          |                                  |                                  |                                  |                                          |                                          |                                          |
| 2027 részletek | Izrael         |                                  |                                  |                                  |                                          |                                          |                                          |

## Győztesek ország szerint
| Ország         | Győztes | Második |
| -------------- | ------- | ------- |
| Spanyolország  | 12      | 5       |
| Anglia         | 11      | 5       |
| Franciaország  | 8       | 4       |
| Szovjetunió    | 6       | 1       |
| Portugália     | 4       | 9       |
| Olaszország    | 4       | 7       |
| Németország    | 3       | 4       |
| Bulgária       | 3       | 2       |
| NDK            | 3       | 2       |
| Magyarország   | 3       | 1       |
| Jugoszlávia    | 2       | 4       |
| Ausztria       | 2       | 1       |
| Lengyelország  | 1       | 3       |
| Hollandia      | 1       | 3       |
| Csehszlovákia  | 1       | 2       |
| Törökország    | 1       | 2       |
| Belgium        | 1       | 1       |
| Románia        | 1       | 1       |
| Skócia         | 1       | 1       |
| Ukrajna        | 1       | 1       |
| Írország       | 1       |         |
| Szerbia        | 1       |         |
| Csehország     |         | 2       |
| Görögország    |         | 2       |
| Finnország     |         | 1       |
| Izrael         |         | 1       |
| Észak-Írország |         | 1       |
| Oroszország    |         | 1       |

- 1966-ban a címet megosztva kapta a Szovjetunió és Olaszország.